# アレクサンドル・ボリソフ
アレクサンドル・ボリソフ（ロシア語: Александр Алексеевич Борисов, ラテン文字転写: Aleksandr Alekseyevich Borisov、 1866年11月14日 - 1934年8月17日）は、ロシアの画家である。北極圏の風景を描いたことで知られている。

## 概要
ロシア北西部の現在のアルハンゲリスク州のGluboky Rucheyの農家に生まれた。10代の半ばに、白海のソロヴェツキー諸島のソロヴェツキー修道院で過ごし、「イコン」を描く技術を学んだ。1888年に、サンクトペテルブルクで美術教育を受けるための奨学金を得て、1888年に、帝国芸術アカデミーに入学し、風景画家のイヴァン・シーシキンとアルヒープ・クインジに学び、1892年に卒業した。美術アカデミーで北極圏の風景を描くことを決意した。
1894年にロシア北西部のコラ半島を視察する財務大臣のセルゲイ・ウィッテに同行し、1896年には白海やバレンツ海の沿岸を旅した。その後、北極海の島、ノヴァヤゼムリャの科学探検隊に参加した。この探検ではこの地域に住むネネツ人と親しくなり極地で暮らす技術を学んだ。これらの旅の間に描いた作品をサンクトペテルブルクの個展で展示し、美術評論家やイリヤ・レーピンのような画家たちから好評を得た。美術コレクターのセルゲイ・トレチャコフ(Sergei Tretyakov)に何点かの作品が買い上げられ、後にトレチャコフ美術館で展示されることになった。 
1900年に3度目の北極圏探検を行い、ノバヤゼムリャで越冬し、島の東海岸を調査した。ノバヤゼムリャの地形図を作成し、気象の観測や、鉱物、植物、動物の標本の収集を行なった。1901年にロシア本土に戻り、この遠征中に制作した絵画は、1900年から1905年にかけてサンクトペテルブルクで展示された。オーストリアやドイツ、フランス、イギリスでも展示会を開き、1908年にはアメリカ合衆国も旅した。
1909年にアルハンゲリスク州のクラスノボルスク(Krasnoborsk)に近くの村、ゴロディシチェンスカヤ(Gorodishchenskaya)に家を購入し、1934年に亡くなるまで、ほとんどの時間をそこで過ごした。1910年代には、北ドヴィナ川の流域の風景画を描き、1914年にサンクトペテルブルクで開かれた個展で展示した。1900年代と1910年代には、彼の北極圏探検やその地域の開発などに関する何冊かの著書も出版した。
1934年にゴロディシチェンスカヤの自宅で亡くなった。

## 作品

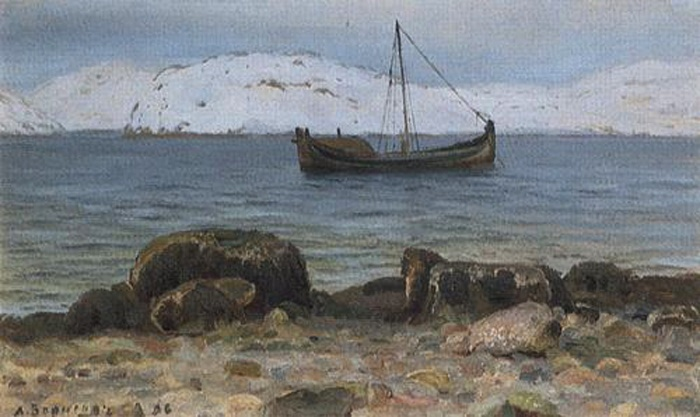
ムルマンスク港 (1896)
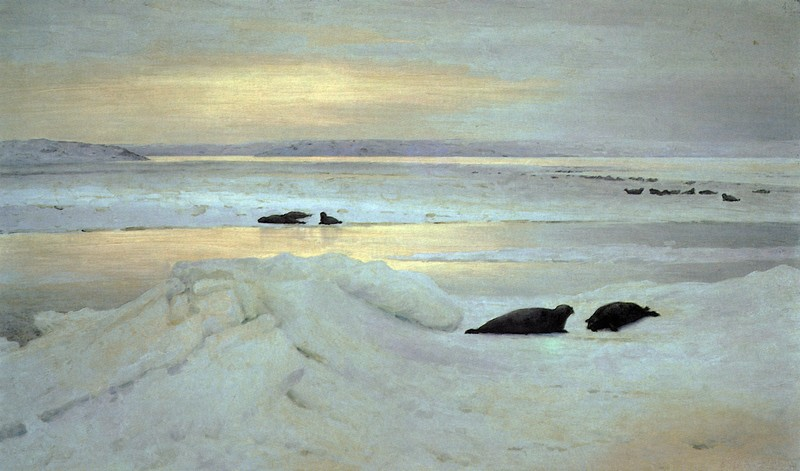
春の北極の夜 (1897) トレチャコフ美術館
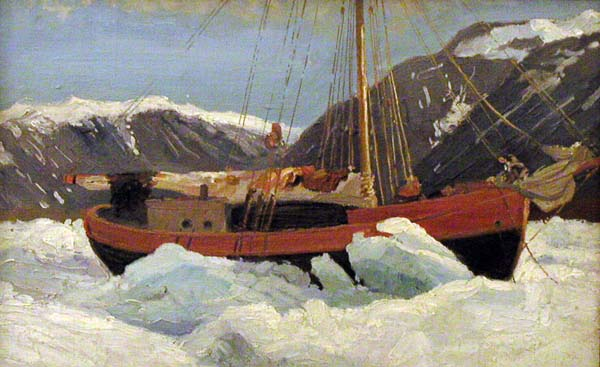
氷に閉じ込められたヨット (1899)
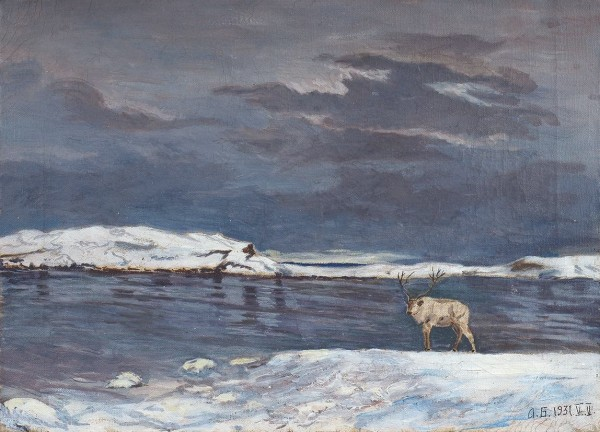
北極海の風景